# Ligny-le-Ribault
Ligny-le-Ribault – miejscowość i gmina we Francji, w Regionie Centralnym, w departamencie Loiret.
Według danych na rok 1990 gminę zamieszkiwały 1033 osoby, a gęstość zaludnienia wynosiła 17 osób/km² (wśród 1842 gmin Centre, Ligny-le-Ribault plasuje się na 382. miejscu pod względem liczby ludności, natomiast pod względem powierzchni na miejscu 46.).